# Комунікативна девіація
Комунікативна девіація (невдача) — недосягнення адресантом комунікативної мети; відсутність взаєморозуміння і згоди між учасниками спілкування.
Причини комунікативних невдач полягають у порушенні правил (максим, законів, постулатів тощо) мовленнєвого спілкування, тобто недотриманні комунікативних кодексів, що за природою не лише мовні, але й психо-соціо-культурні, а точніше — когнітивні. Такі особливості спричинені тим, що учасники процесу комунікації втілюють свої інтенції у діалогах і полілогах, тобто в реальному спілкуванні, що безпосередньо пов'язане з міжособистісними зв'язками і їхньою психологією та підлягає впливу соціальних чинників.
Комунікативні девіації мають когнітивну природу свого походження і найчастіше полягають у порушеннях, насамперед, комунікативної семантики, прагматичних елементів інтеракції, а також пов'язані із мовленнєвими законами, зокрема імплікаціями й імплікатурою дискурсу, співвідношенням асерції і пресупозиції у словах членів комунікаційного акту, збереженням логіки повідомлення тощо. Тобто, коли адресант обирає помилковий тип іллокуції (наприклад, наказову форму замість прохання) чи комунікативної стратегії (наприклад, непрямий мовленнєвий акти замість прямого, у випадку, коли потрібно діяти «в лоб») тощо, то він допускається когнітивних помилок, девіації вибору, відбувається хибна орієнтація в особі адресата та правилах комунікації. Тому передусім йдеться про комунікативну компетенцію адресанта й адресата, а не лише про мовний аспект процесу спілкування.
Водночас від мовних чинників, чи радше елементів мовного коду, безпосередньо залежить успішність акту комунікації. Комунікативний акт, за якого учасники спілкування погано або зовсім не володіють засобами мовного коду певної ідіоетнічної мови, не може відображати те, що зазвичай вважають душевним, розкутим спілкуванням. Головна передумова вдалого комунікативного процесу — ґрунтовне володіння мовними компетенціями, оскільки саме це запобігає з'яві мовних девіацій – основних складників комунікативних невдач. Як вважає український дослідник Ф. Бацевич, мовні девіації базуються на конфлікті між когнітивним і мовним, тобто гнучким, мінливим способом мислення і формалізованим, узуалізованим способом його вираження засобами ідіоетнічної мови.
Недоладності між учасниками комунікативного акту не завжди спричиняють відповідну неефективну комунікацію. Згідно з цим існує розподіл девіацій на повну комунікативну невдачу і комунікативне ускладнення. Комунікативні ускладнення, як тип, за якого комуніканти втрачають успішність спілкування лише частково, можна нейтралізувати за допомогою таких додаткових мовленнєвих дій, як перепитування, уточнення, пояснення, перефразування і навідних запитань. Ці дії слугують базою для відновлення, нормалізації і подальшого розвитку процесу спілкування.

## Типологія комунікативних девіацій
Найбільший внесок у типологізацію комунікативних невдач зробив Ф. Бацевич. Зокрема, науковець виокремлює такі власне комунікативні девіації:
- Комунікативні девіації, які спричиняє адресант. Цей тип визначає ініціатора мовлення винуватцем комунікативної невдачі і має такі основні причини та механізми:
  - Порушення підготовчих умов комунікації.
  - Адресант створює недоречні і несвоєчасні комунікативні акти.
  - Адресант створює незбалансований комунікативний акт (помилковий щодо адресата).
  - Адресант створює дезорієнтований комунікативний акт (акт непослідовний чи нелогічний; помилково обраний чи незрозуміло побудований мовленнєвий жанр).
- Комунікативні девіації, які спричиняє адресат. Цей тип девіацій безпосередньо пов'язаний із психічними, фізичними й іншими особливостями адресата, що впливають на інтерпретацію і загальну рецепцію слів адресанта. До можливих причин і механізмів належать:
  - Девіації у неочікуваних для адресата комунікативних актах.
  - Девіації в очікуваних комунікативних актах.
- Комунікативні девіації, спричинені процесом комунікації. Це невдачі, що пов'язані з нетиповою і ненормативною поведінкою учасників комунікативної ситуації. Девіації цього типу також називають «орієнтаційними». Причинами можуть бути:
  - Невмотивована зміна комунікативних стратегій учасників спілкування.
  - Недотримання постулатів кооперативного спілкування.
  - Недотримання постулатів етикетності спілкування.
  - Порушення асертивно-пресупозитивних співвідношень у повідомленнях (початкове твердження не повинне суперечити кінцевому).
  - Створення атмосфери й регістру спілкування, що ускладнюють процес комунікації.
  - Тональність спілкування.
  - Порушення законів референції (помилка у встановленні зв'язку між мовним кодом і світом).
  - Деформація інформації у каналах комунікації (видозміна інформація під час переходу між адресатами й адресантами).

## Успішна мовна комунікація
Г. Джунусалієва вважає, що ідеальний концепт успішної мовної комунікації — максимально ефективна комунікація, за якої адресант, як обов'язковий комунікант, досягає своєї інтенції (стратегічної мети, комунікативного наміру), зберігаючи комунікативно комфортну атмосферу та гармонію. Проте для процесу реального спілкування значно частіше характерна комунікативна ситуація, за якої адресант й адресат не можуть сповна зрозуміти одне одного.
Якщо в процесі спілкування комуніканти обов'язково досягають достатнього порозуміння, то такий комунікативний акт вважають успішним й ефективним. Якщо комунікативний процес унеможливлює втілення бажаного чи необхідного перлокутивного ефекту, тобто досягнення запланованого результату мовленнєвого впливу на співрозмовника, що може збігатися чи не збігатися з намірами адресанта, то таке спілкування вважають неефективною комунікацією.
На думку О. Герасимової, «головна умова запобігання й усунення комунікативних девіацій –  комунікативна грамотність, що полягає у сукупності знань, умінь і навичок ефективної, успішної комунікативної взаємодії, які уможливлюють безконфліктне мовне спілкування. Водночас, дослідниця переконана в тому, що основою здорової комунікації є психологічне здоров’я, без якого досягти бажаного результату контакту не можна».